# TU Delft Sports Engineering Instituut
Het TU Delft Sports Engineering Institute is een samenwerking tussen verschillende technische disciplines van de TU Delft, met de toepassing op top- en breedtesport. Het instituut streeft ernaar door middel van interdisciplinaire samenwerking en de toepassing van fundamenteel wetenschappelijke expertise in de sportpraktijk van meerwaarde te zijn voor zowel de sport praktijk en het aan de sport gerelateerde bedrijfsleven.
Het instituut heeft een geschiedenis in de ontwikkeling van sportattributen. Zo is er met name een wielerpak voor Tom Dumoulin ontwikkeld waarmee de Giro d'Italia van 2017 is gewonnen; werden voor de Olympische Spelen in Tokio koelvesten tegen verhitting ontwikkeld en is aan de slee van skeletonster Kimberley Bos gewerkt die hiermee brons won op de Olympische Spelen van 2022.
Onder de paraplu van dit instituut startte in 2021 de faculteit Luchtvaart- en Ruimtevaarttechniek in samenwerking met de afdeling van biomechanica het onderzoek c.q. ontwikkeling van de rocket dart.